# حبيل بن طاهر

تعديل مصدري - تعديل

حبيل بن طاهر هي إحدى قرى عزلة القارة بمديرية رصد التابعة لمحافظة أبين، بلغ تعداد سكانها 174 نسمة حسب تعداد اليمن لعام 2004.